# Unua
L’unua (ou onua) est une langue océanienne parlée au Vanuatu par environ 520 locuteurs dans l’est de l’île Malekula. Il possède un dialecte dit Bush Unua, parlé par 50 locuteurs.

## Phonologie

### Consonnes
L’unua a vingt consonnes. Une de ses particularités est la présence d’une consonne bilabiale roulée, un son rare dans les langues du monde, mais que l’on retrouve dans d’autres langues de Malekula (par exemple en uripiv et en ninde).
|                          | Bilabiales | Bilabiales | Alvéolaires | Post-alvéolaire | Vélaires |
| ------------------------ | ---------- | ---------- | ----------- | --------------- | -------- |
| Occlusives sourdes       | p          | pʷ         | t           |                 | k        |
| Occlusives prénasalisées | ᵐb         | ᵐbʷ        | ⁿd          |                 | ᵑɡ       |
| Affriquée                |            |            |             | t͡ʃ              |          |
| Fricatives               | β          | βʷ         | s           |                 | ɣ        |
| Nasales                  | m          |            | n           |                 | ŋ        |
| Battue                   |            |            | ɾ           |                 |          |
| Roulées                  | ᵐʙ         |            | r           |                 |          |
| Latérale                 |            |            | l           |                 |          |

### Voyelles
L’unua a cinq voyelles (/i/, /e/, /a/, /o/, /u/), avec en plus une voyelle antérieure arrondie pour certains locuteurs.

## Grammaire

### Pronoms personnels
L’unua, comme d’autres langues océaniennes, a des pronoms personnels pour trois nombres (singulier, duel, pluriel) sans distinction de genre et avec un « nous » exclusif et inclusif.
| Personne | Personne  | Singulier | Duel   | Pluriel |
| -------- | --------- | --------- | ------ | ------- |
| 1re      | Inclusive | —         | rrarru | rrate   |
| 1re      | Exclusive | xani      | memru  | xande   |
| 2e       | 2e        | xai       | xamru  | mende   |
| 3e       | 3e        | xini      | raru   | rate    |

Il y a également des préfixes de sujet remplaçant les pronoms personnels. Il y en a deux types : realis et irrealis.